# ISO 3166-2:GP
ISO 3166-2:GP — стандарт Международной организации по стандартизации, который определяет геокоды. Является подмножеством стандарта ISO 3166-2, относящимся к Гваделупе.
Стандарт охватывает острова Гваделупы. Геокод состоит из двух частей: кода Alpha2 по стандарту ISO 3166-1 для островов Гваделупы — GP. Одновременно Гваделупе присвоены: геокод первого уровня — GP и геокод второго уровня — FR-GP как заморскому департаменту Франции. Геокод являются подмножеством кода домена верхнего уровня — GP, присвоенного Гваделупе в соответствии со стандартами ISO 3166-1.

## Геокоды Гваделупы
| Название  | Alpha2 | Alpha3 | цифровой | ISO 3166-2 |                       |
| --------- | ------ | ------ | -------- | ---------- | --------------------- |
| Гваделупа | GP     | GLP    | 312      | FR-GP      | заморский департамент |

## Геокоды пограничных Гваделупе государств
- Антигуа и Барбуда — ISO 3166-2:AG (на севере (морская граница),
- Доминика — ISO 3166-2:DM (на востоке (морская граница)),
- Монтсеррат — ISO 3166-2:MS (на востоке (морская граница)).